# Publius Petronius Turpilianus (gouverneur van Britannia)
Publius Petronius Turpilianus (fl: midden 1e eeuw) was een Romeins politicus, bestuurder en generaal. In de eerste helft van het jaar 61 n.Chr was hij consul. In de tweede helft van dat jaar werd hij als opvolger van Gaius Suetonius Paulinus  tot gouverneur van Britannia benoemd. Zijn voorganger werd na de rebellie van Boudica teruggeroepen. In tegenstelling tot Suetonius' politiek van strafmaatregelen, volgde Petronius een verzoenende benadering. Hij voerde weinig militaire operaties uit. Na een kleine twee jaar werd hij in 63 vervangen door Marcus Trebellius Maximus. Daarna vervulde hij in Rome nog de functie van de curator aquarum (directeur van de aquaducten) in het oude Rome.